# Мезе
 Тази статия е за вида ястие.  За селото в Северна Италия вижте Мезе (Италия).  
Мезѐ (на турски: meze) е вид ястие, използвано за разядка или като допълнение при консумацията на алкохолни напитки. За мезе се сервират колбаси, салати, ядки, пушени меса и риба и други. Приемането на мезето се нарича „замезване“ или „мезене“.
Мезето се консумира предимно без хляб и с алкохол. Стара българска поговорка гласи: „Важно е мезето да е блажно, да не е расло, а да е пасло, да не е брано, ами да е драно“. В зависимост от алкохола варира от изключително захарно-сладко до кисело-солено-люто.
Месното мезе (луканка, филе и пр.) трябва да е „тънко“, т.е. нарязано на тънки резени.